# アレェクスェイ・ルミィヤンツェフ
アレェクスェイ・アレェクサンドゥロヴィッチ・ルミィヤンツェフ  (Alexei Rumiantsev、1969年5月31日 - ) は、サンクトペテルブルク生まれのロシア人 ジャズ ＆ ラグタイム ・ピアニスト兼クラシック音楽の作曲家である。生涯、ラグタイムを弾き続けたいとの願いから、自分のニックネームを“RAGTIMEPA”とし、バンドをGRANDPA’S RAGTIME BANDと、ウェブサイトをGRANDPA’S RAGTIME HOMEと名付けている。

## 経歴
音楽基礎教育(音小・音中・音高)からモスクワ音楽院、リムスキーコルサコフ音楽大学、ケルン音楽大学まで、25年間音楽を修学した異色の経歴を持ち、世界的権威であるクラシック作曲科、 クシシュトフ・メイエル 教授、ジャズ・ピアノ科、ジョン・テイラー教授師事の下で学ぶ。成績優秀者として各国トップ企業より幾多の奨学金 (ドイツ最大の重工業コンツェルン、ティッセンクルップ社(ThyssenKrupp AG)よりダブル奨学金、ロシア最大の鉄鋼企業、セヴェルスターリ社より特別奨学金と音楽事業部での正規雇用）を獲得。プラハの春国際音楽コンクールの優勝者、モスクワ・チャイコフスキー国際コンクール覇者の世界的チェロ奏者、ボリス・ペルガメンシコフへパウル・ヒンデミットによるピアノ曲のオーケストラ譜を世界初で提供したほか、チェロとピアノの2重奏、ソプラノのための歌曲、電子音楽の無限大カノン、ロシア民謡楽団のための日本歌曲等、数々の作曲・編曲を行いメディアより脚光を浴びる。
また、ドイツ文部大臣主催のピアノ・ソロ・コンサートをはじめ、各国政府、ヨーロッパ貴族、優良企業、ユダヤ財閥らより数々の演奏依頼を受け、国内外のイベントで演奏（ロシア経済産業大臣就任式、銀行家オッペンハイマー邸パーティー、六本木ヒルズ東京国際映画祭オープニング、カルティエ主催パーティー、トヨタショールームのダンスパーティ、サンケイビル・ディナー・ショウ他）、コンサートホール、記念館、ホテル（スタインウェイ・サロン東京・松尾ホール、パーク・ハイアット東京、東京ロイヤル・パーク・ホテル、ロワジール・ホテル、池袋ホテルメトロポリタン、セルリアンタワー東急ホテル、浜松町世界貿易センター、明治記念館、原宿東郷記念館、旧香港上海銀行長崎支店記念館他）で、ソロ・コンサート、バンド演奏、ディナー・ショーを展開、ロシア最高のラグタイム・ピアニスト、ジャズ・オルガン奏者として様々な国際ジャズ・フェスティバルへ招聘される。
2003年の来日以来、楽譜研究に没頭し、2004年に『Silks and Rags』でCDデビューを果たす。2018年には、世界初のポピュラー音楽 華麗なるラグタイムの世界『Floating Along』を14年ぶりに披露、待望のニュー・アルバムを遂に完成。譜面に記された『速すぎず、ゆっくりと』をどこまでも尊重し、酒場の片隅から聞こえてくるブロークン・ラグライムとは一味違ったクラシック調の元祖ラグタイムスタイルで引き通している。映画『スティング』の挿入歌からナザレのブラジリアン・タンゴまで、聞き馴染みあるヒット曲から譜面コレクターがあっと驚くレア・チューンまで、年々蓄積してきたレパートリーを満載。まるで100年前にタイプスリップしたかのように、ラグタイムの歴史を垣間見ては、古き良き時代の心温まるメロディーを、アレェクスェイの新しいタッチで楽しめる。正に“温故知新”のマスターピースである。
現在は、若手ラグタイマーの指導、ラグタイムオーケストラの結成に尽力しながら、ジャズバンド、ヴォーカリスト、ダンサーたちと魅力的なステージを披露し、20世紀前半の楽曲を再現できる稀なピアニストとして国境を越えて幅広く活躍している。報道記事、ラジオ・TV出演、CD録音、楽譜出版、ボランティア活動、文化交流多数。アレェクスェイ・ルミィヤンツェフは、ジャズ＆ラグタイム・シンガー、MAトラスト株式会社のマルチリンガル・コンサルタントである裕美・ルミィヤンツェヴァと結婚している。

## ディスコグラフィー

### ピアノソロ
- 『Silks and Rags』by アレェクスェイ・ルミィヤンツェフ (Akasaka Kougei Onken AKL Lable, 2004)

1. 12th Street rag 12番街のラグ (Euday L. Bowman ユーディ・L・ボウマン)
2. Palm Leaf Rag (Scott Joplin スコット・ジョプリン)
3. The Stinging Bee (Mike Bernard)
4. Key-Stone Rag (Willie Anderson)
5. Charleston Rag (Eubie Blake)
6. Eugenia (Scott Joplin スコット・ジョプリン)
7. Shovel Fish Rag (Harry L. Cooke)
8. Silks And Rags (Fred Stone)
9. The Entertainer ジ・エンターテイナー (Scott Joplin スコット・ジョプリン)
10. Cataract Rag (Robert Hampton)
11. Red Peppers (Imogene Giles)
12. Maple Leaf Rag メイプルリーフ・ラグ (Scott Joplin スコット・ジョプリン)
13. Grandpa’s Spells (Jelly Roll Morton ジェリー・ロール・モートン)
14. Swipesy (Arthur Marshall)
15. Carolina Shout (James P. Johnson)
16. Horseshoe Rag (Julia Lee Niebergall)
17. Who Let The Cows Out？ (Charles Humfeld)
18. Tom Cat Blues (Jelly Roll Morton ジェリー・ロール・モートン)

- 『Floating Along』by アレェクスェイ・ルミィヤンツェフ (YPM Label , 2018)

1. Aeroplane Rag (A. Vanacek & B. Koerner)
2. The Entertainer ジ・エンターテイナー (Scott Joplin スコット・ジョプリン)
3. Angel Food Rag (Albert Frederick Marzian)
4. Happy Heinie (J. B. Lampe)
5. Floating Along (B. C. Harris & E. Buffington)
6. Quality Rag (James Scott ジェームズ・スコット)
7. Plangente (Ernesto Nazareth エルネスト・ナザレー)
8. Grace And Beauty Rag (James Scott ジェームズ・スコット)
9. Ragtime Betty (James Scott ジェームズ・スコット)
10. Ragtime Nightingale (Joseoh Lamb ジョセフ・ラム)
11. Everybody Rag With Me (Grace Leboy)
12. That Italian Rag (Al Piantadosi)
13. Cabaret Rag (Joseph M. Daly)
14. Russian Rag (George L. Cobb)
15. Dimples (L. E. Colburn)
16. Solace ソラース (Scott Joplin スコット・ジョプリン)
17. Hungarian Rag (Julius Lenzberg)
18. That Chinatown Rag (George W. Meyer)
19. Great Scott Rag (James Scott ジェームズ・スコット)
20. Pastime Rag No. 5 (Artie Matthews)
21. Tokio Rag (Henry Lodge)

### ジャズバンド演奏
- 『Paradise』 by Koji Matsumoto Swing System with アレェクスェイ・ルミィヤンツェフ (YPM Label, 2016)

1. Milenburg Joys
2. Stranger In Paradise
3. Annie Laurie
4. Golden Earrings
5. Squeeze Me
6. Serenade
7. Candyman's Dream
8. Deep Purple
9. Chanson D'a Mon-Né
10. Eccentric
11. My Grandfather's Clock
12. Is It True What They Say About Dixie?
13. Rhythm king
14. Candy Lips
15. Nénpuhar

## これまでに出演したTV番組
- 番組ナビゲーター伊東四朗とプロデューサーテリー伊藤の『スーパーテレビ情報最前線（アンテナ22）』（日本テレビ）
- news every.『発見！珍しい国レストラン大人気！ベラルーシの家庭料理』アレェクスェイ・ルミィヤンツェフ＆裕美・ルミィヤンツェヴァ with ヴィクトリア店長（日本テレビ）
- 長崎　五島列島　福江文化センター『ラグタイム＆フラメンコ　コンサート情報』アレェクスェイ・ルミィヤンツェフ＆裕美・ルミィヤンツェヴァ with 　フラメンコ舞踏団（福江ケーブルテレビ）
- 沖縄　宮古島　ケーブルテレビ『迫力あるジャズを披露！青潮園で母の日コンサート』アレェクスェイ・ルミィヤンツェフ＆裕美・ルミィヤンツェヴァ（宮古テレビ）
- 大分　ケーブルテレビ　『子供の為のボランティア・コンサート in 聖公幼稚園』アレェクスェイ・ルミィヤンツェフ＆裕美・ルミィヤンツェヴァ with ジャズバンド（大分ケーブルテレビ）
- ロシア『ジャズ・バンド・コンサート・ニュース』アレェクスェイ・ルミィヤンツェフ＆裕美・ルミィヤンツェヴァ（チェレポヴェッツテレビ）
- 『MUSIC PEACE PROJECT LIVE ～ラグタイム・スペシャル～』 赤坂Casa Classica（カーサクラシカ（ネットTV）

## これまでに出演したジャズ・フェスティバル
- 横濱 JAZZ PROMENADE
- 新宿トラッドジャズフェスティバル
- 新宿春の楽しいジャズ祭り 新宿文化センター
- ぎふジャズフェスティバル
- 阿佐ヶ谷ジャズストリート
- 横浜1月22日JAZZ DAYイベント
- 天王洲キャナルジャズ Tennoz Canal Jazz with Swing Dance Fest
- 銀座シックス　ザ・グラン銀座　チャペル音楽祭
- ドイツ・ケルン パパ・ジョース・エム・シュトレックシュトルンプ・ジャズ・フェスト
- ロシア・チェレポヴェッツ・ジャズ・ヴォーカル・サイクル・ジャズ・フェスティバル
- ロシア・ヤロスラヴリ ヴォルガ・リヴァー・ジャズ・フェスティバル
- フランス・リヨン国立高等音楽院 ジャズ・フェスティバル
- ドイツ・ケルン音楽大学 ジャズ・フェスティバル

## これまでに出演したジャズ＆ラグタイム・イベント
- 第98回 Sul Ponte Umaya 音楽祭 日本横断ツアー『ラグタイムの夕べ』with ボブ・ミルン
- こもれびフライデーライブ 第57回 『ラグタイムの輝き』～アレェクスェイ・ルミィヤンツェフの世界～ アレェクスェイ・ルミィヤンツェフ＆裕美・ルミィヤンツェヴァ
- モダン・ラグタイムの旗手、David Thomas Roberts 初来日ツアー 東京・日暮里サニーホール コンサートサロン アレェクスェイ・ルミィヤンツェフ＆裕美・ルミィヤンツェヴァ
- Live & Cigar Bar CABALLERO CLUBサンデー・スペシャル・ライブ 名古屋 アレェクスェイ・ルミィヤンツェフ＆裕美・ルミィヤンツェヴァ
- 名古屋 DOXYラスト・ライブ in 名古屋 アレェクスェイ・ルミィヤンツェフ＆裕美・ルミィヤンツェヴァ
- 銀座ル・ドラゴンブルー 野村佳乃子CD発売記念パーティー スペシャル・ゲスト：old上海伝説のダンサー、マヌエラ＆ラグタイム・ピアニスト アレェクスェイ・ルミィヤンツェフ
- アメリカン・スイング・ダンス・パーティー at 横浜トヨペットWEINS21 : GRANDPA’S RAGTIME BAND with アレェクスェイ・ルミィヤンツェフ＆裕美・ルミィヤンツェヴァ
- ユネスコ・イベント：秋桜館(道場) NO WAR Peace & Love ラグタイムジャズとフラメンコをあなたに！GRANDPA’S RAGTIME BAND with アレェクスェイ・ルミィヤンツェフ＆裕美・ルミィヤンツェヴァ
- 松尾ホール、スタインウェイ･サロン･東京 『小林創＆アレェクスェイによる究極のスタインウェイ･ピアノ･デュエット』アレェクスェイ・ルミィヤンツェフ＆裕美・ルミィヤンツェヴァ
- 第19回ＮＯＪＳ例会 HUB浅草店 Jumpin’ Jazz Piano p藤森省二、pアレェクスェイ・ルミィヤンツェフ、p小林創
- 祝・復活アレェクスェイの『ラグタイム・バンド』！ セルリアンタワー東急ホテル2F渋谷JZ BRAT GRANDPA’S RAGTIME BAND with アレェクスェイ・ルミィヤンツェフ＆裕美・ルミィヤンツェヴァ
- 亀戸カメリアホール 張濱（チャンビン）＆アレェクスェイ・with フレンズの『世界平和友好コンサート』 ピアノ：アレェクスェイ・ルミィヤンツェフ＆司会：裕美・ルミィヤンツェヴァ

## 参照
- The Japan Times "LIFE" Alexei Rumiantsev by VIVIENNE KENRICK
- “Silks And Rags” by ALEXEI RUMIANTSEV アレェクスェイ・ルミィヤンツェフ
- 斎藤宏嗣氏も強力推薦！赤坂工芸音研の新譜は芳醇なラグタイム by ALEXEI RUMIANTSEV アレェクスェイ・ルミィヤンツェフ
- ラグタイム黄金期の数々を収録したアレェクスェイによる待望のニューアルバム！ プレスリリースZERO MAトラスト株式会社のプレスリリース
- ラグタイム黄金期の数々を収録したアレェクスェイによる待望のニューアルバム！ PRしよう MAトラスト株式会社のプレスリリース
- ラグタイム黄金期の数々を収録した待望のニューアルバム！『FLOATING ALONG』 by アレェクスェイ・ルミィヤンツェフ